# هایک بابوخانیان
هایک بوریسی بابوخانیان (ارمنی: Հայկ Բորիսի Բաբուխանյան؛ زادهٔ ۲۲ اکتبر ۱۹۶۴) روزنامه‌نگار و سیاستمدار اهل ارمنستان است که بین سال‌های ۱۹۹۹–۲۰۰۳ و سپس دوباره ۲۰۱۲–۲۰۱۸ سمت نمایندگی دوره‌های دوم، پنجم و ششم مجلس ملی جمهوری ارمنستان را برعهده داشت.

## زندگی‌نامه
وی در ۲۲ اکتبر ۱۹۶۴ در ایروان به دنیا آمد و از دانشگاه پلی‌تکنیک ارمنستان فارغ‌التحصیل گشت. وی برنده جوایزی همچون مدال موسس خورناتسی است.